# Svenska Samernas Riksförbund
Svenska Samernas Riksförbund (SSR), Sámiid riikkasearvi, är riksorganisation för framför allt renskötande samer i Sverige. Medlemmar är Sveriges 44 samebyar samt 17 av landets sameföreningar. Förbundets kansli finns i Umeå.

## Historia

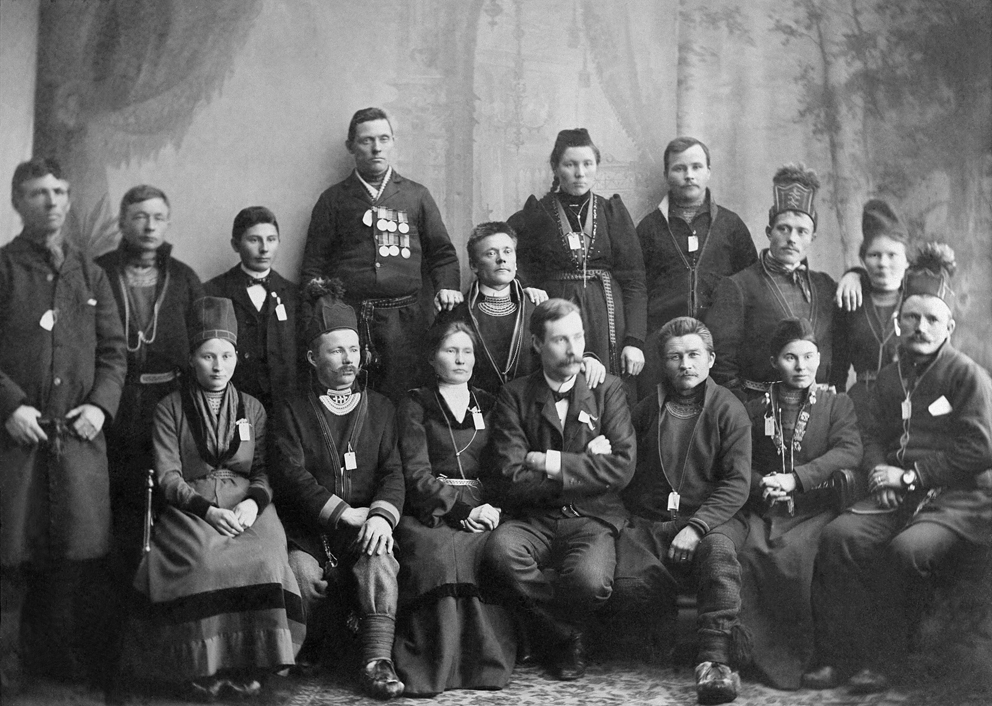
Organisationspionjärerna bland de svenska samerna, samlade under en folkbildningskurs i Stockholm i januari 1905. Stående från vänster: Erik Persson, Arvidsjaur, Torkel Larsson-Kråik, Röberg, Vilhelmina, kyrkoherde Gustav Park, Stensele (Uppsala), Lars Olofsson, Arvidsjaur, Nils Thomasson, Satsfjäll, Vilhelmina, Sara Pröjs, Arvidsjaur, Anders Johansson, Arvidsjaur, Per Johansson, Hosjöbotten och Elsa Laula, Dikanäs. Sittande från vänster: Margit Kristoffersson, Klimpfjäll, Vilhelmina, Hans Nilsson-Fjällstedt, Oviksfjällen, Maria Laula, Dikanäs, Abraham Johansson, Arjeplog, Hans Nilsson, Vilhelmina, Karin Stenberg, Arvidsjaur och Nils Nilsson-Schain, Mittådalen.

Svenska Samernas Riksförbund bildades 1950 på dåvarande Samernas folkhögskola i Jokkmokk på initiativ av prästen Gustav Park. Denne blev också organisationens första ordförande.

### Lapparnes Centralförbund
De samiska organisationssträvandena gick dock betydligt längre tillbaks i tiden. Redan 1904 tog Elsa Laula initiativ till att bilda Lapparnes Centralförbund, som blev den första samiska riksorganisationen i Sverige. Förbundet antog ett program där man krävde statligt stöd till bättre skolförhållanden och folkbildning bland samerna. Till förbundet anslöt sig framför allt lokalföreningar i Västerbottens och Jämtlands län. Åren 1904–1905 utgav förbundet Lapparnes Egen Tidning.. Detta första förbund lades dock ned redan efter ett par år. 
År 1918 kallade Vilhelmina-Åsele sameförening till det första samiska landsmötet i Sverige, som hölls i Missionskyrkan i Östersund (vid Nytorget). Huvudtalare vid mötet var Torkel Tomasson och Gustav Park. Viktiga ämnen var samernas bosättningsfråga, renbeteslagen och skolfrågan. Landsmötet beslutade också att stödja Lapparnes Centralförbund och försöka få fart på verksamheten. På grund av ekonomiska svårigheter tvingades dock förbundet åter lägga ned 1923. 
Nya landsmöten hölls i Arvidsjaur 1937 och 1948, och vid det sistnämnda mötet tillsatte en interimstyrelse med uppgift att kalla till ett möte för att bilda en riksorganisation. Det blev mötet i Jokkmokk, då SSR bildades.

## Ordförande genom tiderna[3]
- 1950–1959 Gustav Park
- 1959–1967 Israel Ruong
- 1967–1977 Anders Åhrén
- 1977–1990 Nikolaus Stenberg
- 1990–1993 Ingwar Åhrén
- 1994–2001 Lars Anders Baer
- 2002–2009 Per Gustav Idivuoma
- 2009–2018 Jörgen Jonsson
- 2018–2019 Niila Inga[6]
- 2019–2021 Åsa Larsson Blind[7]
- 2021– Matti Blind Berg[8]